# FC Indiana
FC Indiana, é uma agremiação esportiva da cidade de Lafayette, Indiana.  Atualmente disputa a National Premier Soccer League.
O clube ainda possui um time feminino que disputa a Women's Premier Soccer League.

## História
Entre os anos de 2009 e 2015, a equipe disputou a Premier Arena Soccer League. Em 2015 o clube sai da PASL e entra na NPSL. Já na sua temporada de estreia consegue uma boa campanha, chegando as semifinais da competição e sendo eliminado para o Chattanooga FC.